# Dragón Fútbol Club
El Dragón Fútbol Club es un equipo de fútbol de Bata, Guinea Ecuatorial, que milita en la Segunda División de Guinea Ecuatorial, la segunda liga de fútbol más importante del país, tras descender en la temporada de 2023-2024.
Cuenta con dos títulos nacionales, en 1983 y en 2023, y 1 torneo de copa en el 2009.
A nivel internacional, ha clasificado a 4 torneos continentales, de donde nunca avanzó más allá de la primera ronda.

## Historia
Fundado en el año 1967 en la ciudad de Bata, se inscribió por primera vez en el sistema de ligas de Guiné Ecuatorial en 1983, donde ganó la Primera División. En 1997, a pesar de la falta de registro directo que indique que el club fue subcampeón de la liga nacional el año anterior, se sabe que participó en la Copa CAF. Jugó la primera fase contra el Coton Sport, de Camerún, donde fue eliminado por un marcador global de 0 a 6.
Su siguiente registro fue en 2002, cuando participó en la Liga Regional de Bata. Dos años después, en 2004, participó en el Trofeo Vino Casa, donde alcanzó la final, pero perdió por 2 a 1 contra el Deportivo Mongomo. También ese año fue promovido a la Primera División, tras vencer en su grupo regional con el San Pedro Claver. En 2005, se sabe que el club lideraba el Grupo Continental de la élite después de 8 jornadas, con 5 victorias y 3 empates, pero no llegó a la final nacional. No se tienen datos sobre su desempeño en 2006. En 2007, tampoco hay mucha información sobre su participación en la liga, aunque se sabe que el club continuó en Primera. Lo mismo ocurrió en 2008. En 2009, el club consiguió el título de la Copa Nacional, clasificándose para la Copa Confederación de la CAF de 2010. Le tocó en suerte jugar con el AC Léopards del Congo la fase preliminar, donde fue eliminado tras perder por 2 a 3 en el partido de ida, y por 4 a 0 en el partido de vuelta. Se desconoce la campaña del club este año.
En 2011, año en que la Liga Nacional se profesionalizó, el club volvió a la Primera División, pero nuevamente se desconoce su posición final. Al año siguiente, el 2 de octubre de 2012, fueron excluidos de la élite junto al The Panthers antes del final del campeonato tras no aparecer en tres jornadas. A pesar de ello, en 2013, ambos los clubes fueron readmitidos, pero se desconoce la posición final del Dragón FC. En 2014, todavía en la élite, el club consiguió clasificarse para la Liguilla. Sin embargo, en 2015, terminó en último lugar en la fase regional y fue rebajado a la Segunda División. En la Copa fue eliminado en los cuartos de final de la fase continental por el AD Mongomo, tras perder por 2 a 1. Ya en la temporada 2015-2016, lideró el Grupo Continental de la Segunda División, volvió a la élite y, en la Copa, fue eliminado en la primera fase contra el 15 de Agosto de Aconibe, tras empatar por 0 a 0 en el tiempo reglamentario y perder por 4 a 5 en los penaltis.
En la temporada 2016-2017, fue nuevamente rebajado de la Primera División tras no aparecer en tres partidos, y en la misma temporada participó en la Segunda, ya subiendo de nuevo a la élite. En 2017-2018, se informó de que había terminado la fase de grupos en séptimo lugar. En 2018-2019, terminó en cuarto lugar en la fase de grupos, puesto que repitió en la temporada siguiente, a pesar de que esta no llegó a completarse a causa de la pandemia de COVID-19. La temporada siguiente de la liga acabó sin celebrarse por este motivo. En la vuelta de la liga, en 2021-2022, volvió a repetir el desempeño de las dos temporadas anteriores. Por lo que se sabe de la Copa, el club estuvo presente en la tercera fase de la región continental, donde jugó contra el Inter Vesper.
En la temporada 2023, consiguió liderar el grupo continental y se clasificó para la Liguilla, en la que representó al continente junto al Fundación Bata y el Deportivo Mongomo. Al final de la Liguilla, se proclamó campeón nacional después de 40 años, título que consolidó después de golear al Cano Sport por 6 a 0. En la Copa, el club alcanzó los cuartos de final, donde fue eliminado por el Akonangui. Gracias al título nacional, se clasificó por primera vez para la Liga de Campeones de la CAF, siendo sorteado contra el Nyasa Big Bullets de Kenia en la primera fase. No obstante, fue eliminado por el marcador global de 3 a 0.
A pesar de la campaña victoriosa de la temporada anterior, el club fue descendido en la temporada 2023-2024 tras una campaña muy negativa en la fase de grupos, quedando en última posición con 10 puntos en 18 partidos. En la Copa, llegó hasta los cuartos de final de la fase continental, donde fue eliminado por el Inter Litoral.

## Entrenadores
- Anicet Ntsa'a Ntsa (2022–2023)[30]
- Ceferino Engono Nguema (2023)[31]

## Palmarés
- Primera División de Guinea Ecuatorial: 2

1983, 2023
- Copa de Guinea Ecuatorial: 1

2009

## Participación en competiciones de la CAF
| Temporada | Torneo                            | Ronda      | Club              | Casa | Visita | Global |
| --------- | --------------------------------- | ---------- | ----------------- | ---- | ------ | ------ |
| 1983      | Copa Africana de Clubes Campeones | 1          | CARA Brazzaville  | 0-2  | 1-6    | 1-8    |
| 1997      | Copa CAF                          | 1          | Coton Sport       | 0-1  | 0-5    | 0-6    |
| 2010      | Copa Confederación de la CAF      | Preliminar | AC Léopards       | 2-3  | 0-4    | 2-7    |
| 2023/24   | Liga de Campeones de la CAF       | 1          | Nyasa Big Bullets | 0-2  | 0-1    | 0-3    |